# Capitanía de Paranaguá
La capitanía de Nuestra Señora del Rosario de Paranaguá fue un estado extinto que existió en la América portuguesa desde 1656 hasta 1709 y que dio origen a la región litoral de los actuales estados brasileños de Paraná y Santa Catarina, en la región Sur del país. Fundada por el Marquês de Cascais en 1656, sustituyó a la capitanía de Santana, que comenzaba en la boca de la bahía de Paranaguá y terminaba en la actual ciudad catarinense de Laguna, teniendo como límites la capitanía de Santo Amaro (parte de la segunda sección de Capitanía de San Vicente) al norte, el océano Atlántico al este y el Gobierno del Río de la Plata y del Paraguay al oeste, estados extintos delimitados por el tratado de Tordesillas.